# 24210 Handsberry
24210 Handsberry là một tiểu hành tinh vành đai chính với chu kỳ quỹ đạo là 1608.2407687 ngày (4.40 năm).
Nó được phát hiện ngày 7 tháng 12 năm 1999.